# 瓦德雷峰
46°41′13.4″N 9°57′45.5″E / 46.687056°N 9.962639°E

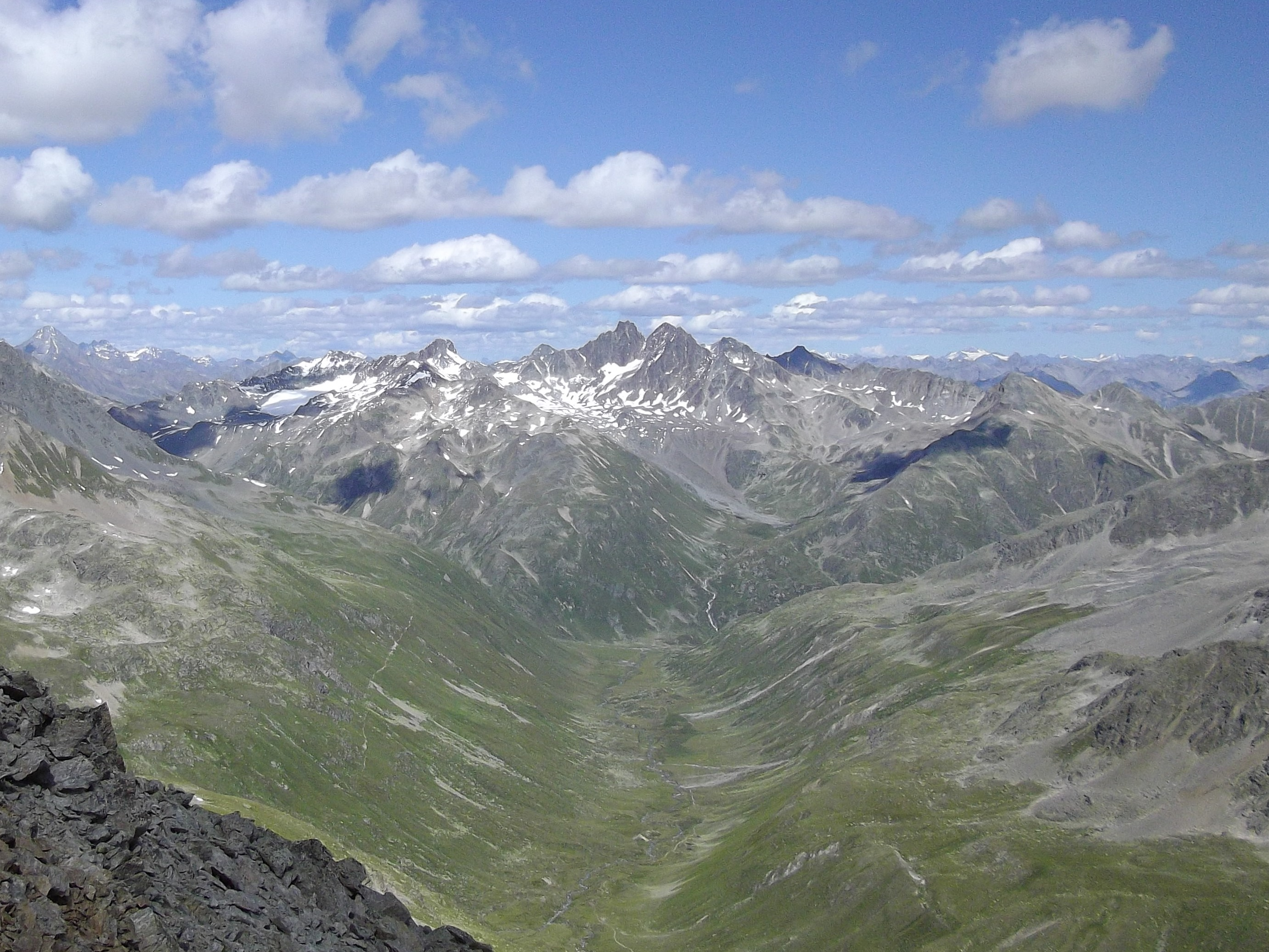

瓦德雷峰（Piz Vadret），是瑞士的山峰，位於該國東南部，由格勞賓登州負責管轄，屬於阿爾布拉山脈的一部分，海拔高度3,229米，每年平均降雨量1,367毫米。